# Šekef
Šekef (hebrejsky שֶׁקֶף‎, v oficiálním přepisu do angličtiny Sheqef, přepisováno též Shekef) je vesnice typu mošav v Izraeli, v Jižním distriktu, v Oblastní radě Lachiš.

## Geografie
Leží v nadmořské výšce 421 metrů v zalesněné krajině na pomezí pahorkatiny Šefela a Judských hor. Severně od obce protéká vodní tok Nachal Lachiš, jižně odtud začíná vyprahlá krajina na severním okraji pouště Negev, kterou probíhá vádí Nachal Adorajim.
Obec se nachází 40 kilometrů od břehu Středozemního moře, cca 64 kilometrů jihojihovýchodně od centra Tel Avivu, cca 40 kilometrů jihozápadně od historického jádra Jeruzalému a 19 kilometrů jihovýchodně od města Kirjat Gat. Šekef obývají Židé, přičemž osídlení v tomto regionu je etnicky převážně židovské. Vesnice leží ovšem přímo na Zelené linii, která odděluje Izrael v jeho mezinárodně uznávaných hranicích od Západního břehu Jordánu s převážně arabskou (palestinskou populací). Počátkem 21. století byly ale tyto arabské oblasti fyzicky odděleny pomocí bezpečnostní bariéry.
Šekef je na dopravní síť napojen pomocí lokální silnice číslo 3415.

## Dějiny
Šekef byl založen v roce 1982. Podle jiného zdroje došlo k založení již roku 1981. Mošav vznikl jako sídlo, jež mělo posílit demografické židovské pozice v pohraničním pásu poblíž Zelené linie. Podobné cíle sledoval i program Jišuvej ha-Kochavim spuštěný Arielem Šaronem počátkem 90. let 20. století, ale tato vesnice vznikla geograficky i chronologicky mimo rámec tohoto programu. Osada byla pojmenována podle arabské vesnice Umm al-Šakaf, která do války za nezávislost roku 1948 stávala jižně od dnešního mošavu. Rozvoj mošavu zajišťovala organizace Miškej Cherut Betar.
Místní ekonomika je založena na zemědělství (skleníkové hospodaření, pěstování révy a polních plodin, chov koz). Rozvíjí se turistický ruch. Součástí obce je provizorní tábor pro ubytování židovských rodin evakuovaných v rámci plánu jednostranného stažení roku 2005 z pásma Gazy. Jde o komunitu Miršam (מרשם), jejíž členové hodlali založit v sousedství Šekefu novou obec. A založili ji pak roku 2012 pod názvem Neta. V Šekefu kromě toho provizorně pobývalo i několik desítek rodin, které se chystaly osídlit novou vesnici Eli'av necelé 2 kilometry severně odtud, jejíž budování bylo zahájeno roku 2010. Ve stejné době také západně od Šekefu začala výstavba nové vesnice Bnej Dekalim, rovněž určené pro vysídlené osadnické rodiny z Gazy.

## Demografie
Podle údajů z roku 2014 tvořili naprostou většinu obyvatel v Šekef Židé (včetně statistické kategorie "ostatní", která zahrnuje nearabské obyvatele židovského původu ale bez formální příslušnosti k židovskému náboženství).
Jde o menší obec vesnického typu s populací, která po dlouhodobé stagnaci začala po roce 2005 v souvislosti s příchodem rodin vysídlených z Gazy prudce narůstat a pak po roce 2010 zase klesat. K 31. prosinci 2014 zde žilo 393 lidí. Během roku 2014 populace klesla o 8,4 %.
| Rok            | 1983 | 1995 | 2001 | 2003 | 2004 | 2005 | 2006 | 2007 | 2008 | 2009 | 2010 | 2011 | 2012 | 2013 | 2014 |
| -------------- | ---- | ---- | ---- | ---- | ---- | ---- | ---- | ---- | ---- | ---- | ---- | ---- | ---- | ---- | ---- |
| Počet obyvatel | 88   | 215  | 222  | 220  | 231  | 264  | 335  | 408  | 482  | 572  | 632  | 657  | 582  | 429  | 393  |